# Scaphytopius limbatus
Scaphytopius limbatus är en insektsart som beskrevs av Henry Fairfield Osborn 1926. Scaphytopius limbatus ingår i släktet Scaphytopius och familjen dvärgstritar. Inga underarter finns listade i Catalogue of Life.